# Хайнрих Едуард фон Шьонбург-Хартенщайн
Хайнрих Едуард фон Шьонбург-Хартенщайн (на немски: Heinrich Eduard, 2. Fürst von Schönburg-Hartenstein; * 11 октомври 1787, Валденбург; † 16 ноември 1872, Виена) е 2. княз на Шьонбург-Хартенщайн в Средна Саксония, „инколат“ на Бохемия (2 април 1811).

## Живот
Той е син на граф Ото Карл Фридрих фон Шьонбург-Валденбург (1758 – 1800), 1. княз на Шьонбург от 9 октомври 1790 г., и съпругата му графиня Хенриета Елеонора Ройс-Кьостриц (1755 – 1829), дъщеря на граф Хайнрих XXIII фон Ройс-Кьостриц (1722 – 1787) и първата му съпруга графиня Ернестина фон Шьонбург-Векселбург (1736 – 1768), дъщеря на граф Франц Хайнрих фон Шьонбург-Валденбург (1682 – 1746) и Йохана София Елизабет фон Шьонбург-Хартенщайн (1699 – 1739), дъщеря на граф Георг Алберт фон Шьонбург-Хартенщайн (1673 – 1716). Брат е на Ото Виктор I фон Шьонбург (1785 – 1859), от 1800 г. 2. княз на Шьонбург, Фридрих Алфред фон Шьонбург-Хартенщайн (1786 – 1840), издигнат на княз на Шьонбург-Хартенщайн, неженен, и Ото Херман фон Шьонбург (* 18 март 1791; † 27 март 1846), княз на Шьонбург, неженен.
Хайнрих Едуард става княз след смъртта на брат му Фридрих Алфред (1786 – 1840), който е издигнат на княз на Шьонбург-Хартенщайн и е неженен.
Хайнрих Едуард умира на 16 ноември 1872 г. на 85 години във Виена. Клоновете Шьонбург-Валденбург, Шьонбург-Хартенщайн съществуват до днес като Шьонбург-Глаухау.

## Фамилия
Първи брак: на 16 юни 1817 г. във Фрауенберг (Хлубока над Влтавоу, Бохемия) с принцеса Мария Паулина Терезия Елеонора фон Шварценберг (* 20 март 1798, Виена; † 18 юни 1821, Виена, погребана в Требон), дъщеря на княз Йозеф II Йохан фон Шварценберг, херцог на Крумау (1769 – 1833), и принцеса и херцогиня Паулина Каролина д'Аренберг (1774 – 1810), дъщеря на княз и херцог Лудвиг Енгелберт фон Аренберг (1750 – 1820). Бракът е бездетен. Паулина умира на 23 години.
Втори брак: на 20 октомври 1823 г. в Либежовице, Бохемия, с принцеса Лудовика Елеонора Франциска Валпурга Алойзия фон Шварценберг (* 8 март 1803, Виена; † 4 юли 1884, Бад Ишъл, погребана в Бад Ишъл), по-малката сестра на първата му съпруга. Те имат три деца:
- Александер (* 5 март 1826, Виена; † 1 октомври 1896, Виена), 3. княз на Шьонбург-Хартенщайн, женен на 3 юни 1855 г. във Виена за принцеса Каролина фон Лихтенщайн (* 27 февруари 1836; † 28 март 1885)
- Хайнрих (* 26 септември 1828; † 31 януари 1846)
- Паулина (* 1831; † 1832)